# Camelianus fuhrmanni
Camelianus fuhrmanni – gatunek kosarza z podrzędu Laniatores i rodziny Manaosbiidae. Jedyny znany przedstawiciel monotypowego rodzaju Camelianus.

## Występowanie
Gatunek jest endemiczny dla Kolumbii.